# Рокобертон (Виченца)
Рокобертон је насеље у Италији у округу Виченца, региону Венето.
Према процени из 2011. у насељу је живело 65 становника. Насеље се налази на надморској висини од 308 м.